# The Cheserasera
The Cheserasera（ザ ケセラセラ）は日本の3ピースロックバンド。かつての所属レーベルは日本クラウン。所属事務所はBAD MUSIC GROUP。「ケセラセラ」、もしくは「ケセラ」と略されて呼ばれる。

## メンバー
宍戸 翼（ししど つばさ）
1989年4月5日 -
ボーカル、ギター担当。血液型：B型。千葉県出身。身長175cm。
西田 裕作（にしだ ゆうさく）
1985年4月8日-
ベース担当。血液型：A型。東京都府中市出身。
2008年までクリープハイプに在籍していた。
美代 一貴（みしろ かずき）
1985年9月17日 -
ドラム担当。血液型：B型。東京都府中市出身。身長181cm。
西田と同じく2008年までクリープハイプに在籍していた。
ジェンダーレスファッションブランド「SEIJAKU」デザイナー
ジェルネイルブランド「nana kara」ディレクター

## 概要
- センチメンタルギターロックと称されている[1]。
- 駒沢大学の軽音楽サークル内において、宍戸・美代と当時のベーシストで前身バンド昼行灯結成も、すぐにベーシスト脱退。その後、美代の幼馴染の西田が加入[2]。
- バンド名は前向きな意味合い、響きの良さ等でいくつか候補があがった中の”Que sera sera”をオリジナルの単語にする為、英語風に変えてThe Cheseraseraとした[3]。
- 特に影響を受けた音楽は美代、西田の2人はBLANKEY JET CITY[3]、宍戸はGRAPEVINE、Syrup 16gと語っている[4]。
- 作曲は全曲The Cheserasera名義。歌詞はほぼ全曲、ボーカルの宍戸が担当している。3rd demoの『さよなら光』に収録されている「白雪」「Night and Day」[2][5]、『Time To Go』収録の「まっすぐに」「ラストワルツ」、『dry blues』収録の「うたかたの日々」、『幻』収録の「Night and Day」では美代が作詞[6]、『最後の恋 e.p.』収録の「夢を見ていた」、『幻』収録の「透き通っていく」では美代が作詞・作曲と記述されている。

## 略歴
2009年
- 東京にて結成。当時のバンド名は昼行灯（ひるあんどん）[7]。

2010年
- 2月26日 - 渋谷屋根裏との共同レコ発企画を開催。同日、1st demo『夜も消えない』をリリース。
- 11月21日 - 初自主企画「曇天ケセラセラ」を開催。バンド名を「The Cheserasera」に改名。

2011年
- 4月15日 - 渋谷屋根裏にて、レコ発自主企画を開催。同日、2nd demo『empty,empty,dream』をリリース。
- 12月 - rockin’on presents『RO69JACK COUNTDOWN JAPAN 11/12』の入賞アーティスト16組に選出される。選考曲は「愛しておくれ」[8]。

2012年
- 5月3日 - 渋谷屋根裏にて、レコ発自主企画を開催。同日、3rd demo『さよなら光』をリリース。

2013年
- 3月22日 - 下北沢SHELTERにて、初のワンマンライブを開催。チケットソールドアウト[3]。
- 10月9日 - タワーレコード限定1st Single「Drape」をリリース。

2014年
- 1月8日 - 初の全国流通盤となる1st Mini Album『The Cheserasera』をリリース。
- 4月3日 - 渋谷CLUB QUATTROでの「The Cheserasera ～リリース記念フリーライブ～」でメジャーデビューを発表[9]。
- 6月4日 - 日本クラウンよりメジャーデビュー mini album『WHAT A WONDERFUL WORLD』をリリース。

2015年
- 1月14日 - メジャー・デビュー1stフル・アルバム『WHATEVER WILL BE, WILL BE』をリリース。
- 7月8日、9月11日、11月21日 - 新代田FEVERにて自主企画「曇天ケセラセラ」を開催。
- 11月18日 - 2nd mini album『YES』リリース[10]。

2016年
- 4月6日 - 2nd full album『Time To Go』リリース。
- 3月13日、4月9日 - The Cheserasera presents「歌い手、冥利につき」を開催。
- 11月4日～12月2日 - 「The Cheserasera 秋の晩餐 2016 VS. Tour」開催。

2017年
- 1月21日 - The Cheserasera presents「歌い手、冥利につき」を開催。
- 8月2日 - 3rd full album『dry blues』リリース。
- 10月7日～10月29日 - 「The Cheserasera dry blues Tour」開催。
- 12月22日 - 「The Cheserasera dry blues Tour」追加公演を下北沢Club Queにて開催。

2018年
- 3月15日 - 会場限定EP『最後の恋 e.p.』リリース。
- 3月15日～5月27日 - [番外編]を皮切りに「The Cheserasera 春の喧騒 2018 スリーマン Tour」開催。
- 9月23日 - 「The Cheserasera 春の喧騒 2018 スリーマン Tour」追加公演「The Cheserasera 春の喧騒 2018 ボーナスワンマン」を下北沢Club Queにて開催。
- 11月1日 - 会場限定販売だった『最後の恋 e.p.』を通販でも取り扱うことを発表。

2019年
- 5月8日 - 4th full album『幻』リリース。

2020年
- 12月1日 - 通販・会場限定EP『Mouth to Mouth e.p.』リリース。

2021年
- 11月19日 - 活動休止を発表[11]

2022年
- 1月9日 - 下北沢シャングリラにて『The Cheserasera ワンマンツアー ～追加公演～』（活動休止ライブ）を開催。

2023年
- 11月 - 宍戸のインフルエンザにより2公演が延期。

2023年
- 1年半の活動休止を経て、新作EPをリリース。

## エピソード
- 名古屋でのライブを終えた翌朝2013年10月10日。機材車が車上荒らしに遭っていることに気が付く。ガラスが割られ美代の私物が数点盗まれていたが、ほとんどの機材は無事だった。車上荒らし後も神戸や大阪でライブの予定があった為、段ボールやシートで窓を覆い応急処置をしガラスのない機材車でそのまま移動。移動中の車内は相当な騒音に見舞われた。
- 2013年12月12日。前日の新潟でのライブを終えて、東京へ向かう途中に機材車が積雪でスリップし事故。車が全損。幸いケガ人はなく積んでいた機材も無事だった為、事故当日の東京でのライブに出演することができた。
- 2014年9月28日に行われた“WHAT A WONDERFUL WORLD TOUR”大阪・福島2nd LINE公演において、観に来ていた音楽ライターの奥“ボウイ”昌史が、「これやべぇな。つまみ出さなきゃ。」と思う程にフロアから凄まじいヤジが飛んだが、犯人はケセラセラの当時のマネージャーだった。この事件の時にファンが犯人（ケセラセラの当時のマネージャー）を睨んでくれた事に対し「そういう強い気持ちで観てくれている人がいることに、逆に僕はちょっと励まされましたよ。」とインタビューで語っている[12]。
- 「No.8」という曲名は、宍戸が女の子の家に遊びに行ったときに焚いていたエスニックなお香に「No.8」と書いてあり、そこから取った。そのお香はあまりいい匂いではなかったと語っている[12]。
- 「No.8」のMVに出てくるサラリーマン役の男性は美代と西田の幼馴染である劇団ppoi-っぽい-のつかにしゆうた。ppoi-っぽい-の2012年3月「春まだ待って」公演にメンバーが出演。予告動画には「さよなら光」が使用されていた[13]。
- 2015年2月15日に予定していた、『 WHATEVER WILL BE, WILL BE 』のアルバム再現フリーライブがボーカル宍戸の喉の不調により中止になる[14]。2015年2月20日の神戸VARITでのライブには復帰も翌々週の3月3日下北沢CLUB251、3月6日高松DIME、3月7日徳島銀座CROWBARの3公演は、喉の不調、完治に向けての静養の為、出演をキャンセルしている[15]。
- “WHATEVER WILL BE, WILL BE　TOUR”の2015年5月8日に予定していた最終ワンマン公演はベース西田の虫垂破裂による入院に伴い中止・延期となる。5月3日時点で「虫垂炎だった。すぐに手術する程ではないらしい。」と本人がツイッターで虫垂炎であることを公にしている為、治療中であったと思われる。ファイナル公演2日前の5月6日、仙台 PARK SQUARE公演は通常通り行われたが、この仙台公演中に予期せず症状が悪化。5月7日夜間にファイナル公演の中止発表となった[16]。同ツアーにおいては先述のボーカル宍戸の喉の不調による公演中止もあり、体調面で不安の残るツアーとなった。
- 「まっすぐに」の曲の最後にかすかに「フフーッ」という謎の音が聞こえる。これは本来であれば声を出してはいけないレコーディング中にドラムを叩き終わった美代から漏れた声である。声漏れちゃう程のパッションだからそのまま入れた方がいいのではないか。ということで、そのまま収録されている[17]。
- 宍戸の前歯には永久歯欠損の為、乳歯のままの歯がある。「大人の歯がなくて嫌」と言っている[17]。
- 2016年のTime To Go Tourではメンバー監修MV及びメンバーによるMVの視聴ポイント、撮影秘話を収録したDVDが配布された。宍戸は 「seen」、美代は「まっすぐに」、西田は「After party lululu」のMVを監修。「No.8」に出演している、つかにしゆうた、GRAND FAMILY ORCHESTRAの森山良太といった友人の協力の元に作成された。配布されたMVはYouTubeで視聴可能。メンバーによるMVの視聴ポイント、撮影秘話は公開されていない。
- 2017年6月23日に行われたThe Cheserasera Presents “june dry blues”に公演中にドラムの美代が体調不良を訴え３人による演奏が困難になる。その為、急遽ボーカルの宍戸が弾き語りを披露した。
- 2018年3月4日、「最後の恋」のMVが公開された際、ボーカル・宍戸は赤裸々な自身とバンドの現状、MVを自らiPhoneで撮影・編集したことをツイートしている[18]。MVには使用されなかったカットも約1か月後に公開[19]。

## ミュージックビデオ
| 監督                                                      | 曲名                                                                             |
| --------------------------------------------------------- | -------------------------------------------------------------------------------- |
| 未詳                                                      | 「ファンファーレ」                                                               |
| 青屋貴行                                                  | 「賛美歌」                                                                       |
| 伊藤彰浩                                                  | 「Drape」「東京タワー」                                                          |
| UGICHIN                                                   | 「No.8」                                                                         |
| kanamedia                                                 | 「月と太陽の日々」                                                               |
| 不明                                                      | 「さよなら光」                                                                   |
| つかにしゆうた（ppoi） 森山良太（GRAND FAMILY ORCHESTRA） | 宍戸翼監修「seen」 美代一貴監修「まっすぐに」 西田裕作監修「After party lululu」 |
| はまいばひろや                                            | 「Blues Driver」「I Hate Love Song」                                             |
| 宍戸翼                                                    | 「最後の恋」「たわけ」                                                           |
| 2025                                                      | 「ワンモアタイム」「幻」「ひとりごと」                                           |
| meru                                                      | 「グッドラック」                                                                 |

## 主なライブ・イベント

### 主催ライブ・ワンマンライブ
- 2011年4月15日 - 「empty,empty,dream」レコ発記念企画ライブ w) きのこ帝国 / GLIM SPANKY / クリープハイプ

- 2012年5月3日 - The Cheserasera presents 3rd demo「さよなら光」レコ発記念企画ライブ w) WONDERVER / 日の毬 / ひらくドア / O.A：クガツハズカム from きのこ帝国

- 2013年03月22日 - 下北沢SHELTER　ワンマンライブ
- 2014年04月03日 - 渋谷CLUB QUATTRO　The Cheserasera ～リリース記念フリーライブ～
- 2014年10月05日 - 代官山UNIT「WHAT A WONDERFUL WORLD」ツアーファイナルワンマンライブ
- 2015年02月15日（中止） - 下北沢SHELTER「WHATEVER WILL BE, WILL BE」完全再現フリーライブ　FREE LIVE WILL BE, WILL BE
- 2015年05月07日（中止） - 渋谷WWW「WHATEVER WILL BE, WILL BE」ツアーファイナルワンマンライブ
- 2015年07月08日 - 新代田FEVER　曇天ケセラセラ　～WHATEVER WILL BE, WILL BE TOURファイナル振替公演～
- 2015年09月11日 - 新代田FEVER　曇天ケセラセラ w) ame full orchestra / ジョゼ
- 2015年11月21日 - 新代田FEVER　曇天ケセラセラ w) The Flickers / GLIM SPANKY
- 2016年01月23日 - 下北沢CLUB Que「YES」release tour ファイナルワンマンライブ
- 2016年03月13日 - 下北沢CLUB Que The Cheserasera presents 歌い手冥利につき セカイイチ編 w) セカイイチ
- 2016年04月09日 - 代々木Zher the ZOO　The Cheserasera presents 歌い手冥利につき LOST IN TIME編 w) LOST IN TIME

### 主な出演イベント
- 2012年03月04日 - The Cheserasera × ppoi　ppoi -っぽい- 第一回ライブハウス公演「春まだ待って」
- 2012年09月29日 - オールナイトニッポン ぶっとおしライブ
- 2012年10月13日 - FM802 MINAMI WHEEL 2012
- 2012年11月04日 - shimokita round up5
- 2012年11月09日 - エレキレンタル vol.8
- 2013年03月31日 - ARABAKI ROCK FEST. 未来サミット -HASEKURA Revolution-仙台CLUB JUNK BOX
- 2013年10月05日 - MEGA☆ROCKS 2013
- 2013年10月12日 - FM802 MINAMI WHEEL 2013
- 2013年11月19日 - MEGAPHONE MUSIC presents メガホンナイトFES.2013
- 2014年03月15日 - HAPPY JACK 2014
- 2014年05月03日 - VIVA LA ROCK　”GARDEN STAGE”
- 2014年06月07日 - SAKAE SP-RING 2014
- 2014年06月19日-10月05日 - WHAT A WONDERFUL WORLD TOUR
- 2014年08月25日 - RADIO BERRY 20th ANNIVERSARY ベリテンライブ2014 ～HEAVEN'S ROCK Utsunomiya VJ-2～
- 2014年10月12日 - MINAMI WHEEL 2014
- 2014年10月26日 - 常磐大学 2014ときわ祭～TOKIWA FES.～
- 2014年11月20日 - メガホンナイトFES.2014
- 2015年02月10日-05月08日 - WHATEVER WILL BE, WILL BE TOUR（3月6日高松DIME、3月7日徳島銀座CROWBAR、5月8日東京 Shibuya WWWは公演中止）
- 2015年03月14日 - HAPPY JACK 2015
- 2015年04月25日 - ARABAKI ROCK FEST.15 荒吐ステージ
- 2015年06月06日 - SAKAE SP-RING 2015
- 2015年07月20日 - TOKYO ISLAND （宍戸が弾き語りで出演）”DJステージ”
- 2015年09月21日 - いしがきミュージックフェスティバル　盛岡駅西口FES”AN STAGE
- 2015年10月03日 - MEGA☆ROCKS 2015
- 2015年11月21日-2016年01月23日 - YES TOUR
- 2016年06月03日-2016年06月26日 - Time To Go Tour
- 2016年08月24日 - RADIO BERRY ベリテンライブ 2016 〜HEAVEN’S ROCK Utsunomiya VJ-2〜
- 2016年10月02日 - J 2016 LIVE ＜10 days of GLORY -10 Counts for Destruction-＞
- 2016年10月09日 - FM802 MINAMI WHEEL 2016
- 2016年11月04日-2016年12月02日 - The Cheserasera 秋の晩餐 2016 VS. Tour

## タイアップ一覧
| 楽曲   | タイアップ                                                     |
| ------ | -------------------------------------------------------------- |
| 賛美歌 | NHK-FM「ミュージックライン」2015年度10・11月エンディングテーマ |
| 賛美歌 | フジテレビ系『魁!音楽の時間』2015年12月度エンディングテーマ    |